# سالن بدنسازی دانشگاه بیهانگ

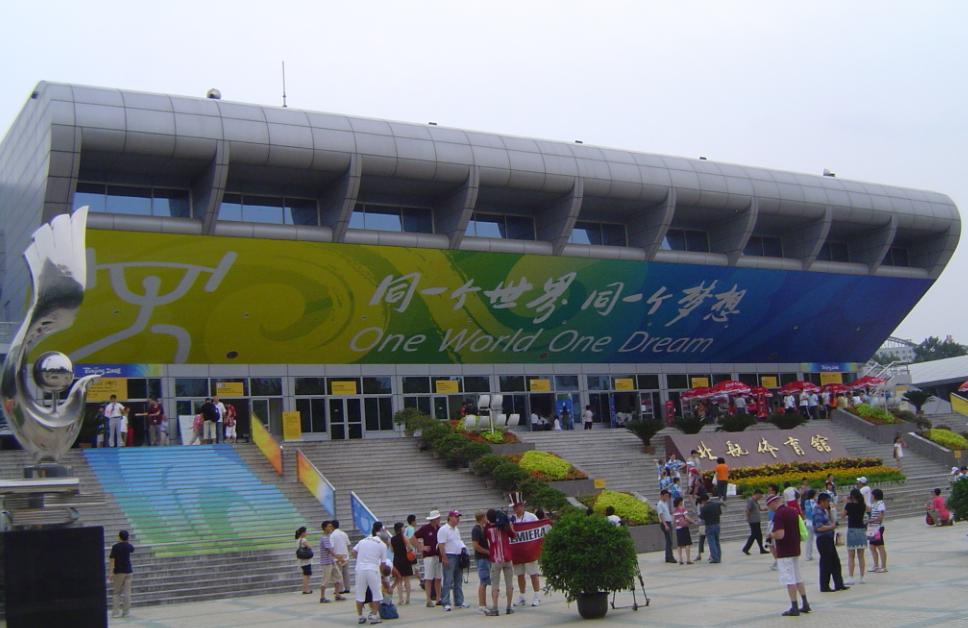
سالن بدنسازی دانشگاه بیهانگ در المپیک پکن

سالن بدنسازی دانشگاه بیهانگ که مشهور به سالن بدنسازی دانشگاه هوانوردی و فضانوردی پکن است، یک سالن سرپوشیده با ۵۴۰۰ صندلی است که در محوطه دانشگاه بیهانگ در پکن ، چین واقع شده است.
این سالن میزبان مسابقات وزنه برداری در بازی های المپیک تابستانی 2008 و مسابقات پاورلیفتینگ در پارالمپیک تابستانی 2008 بود.

## گالری

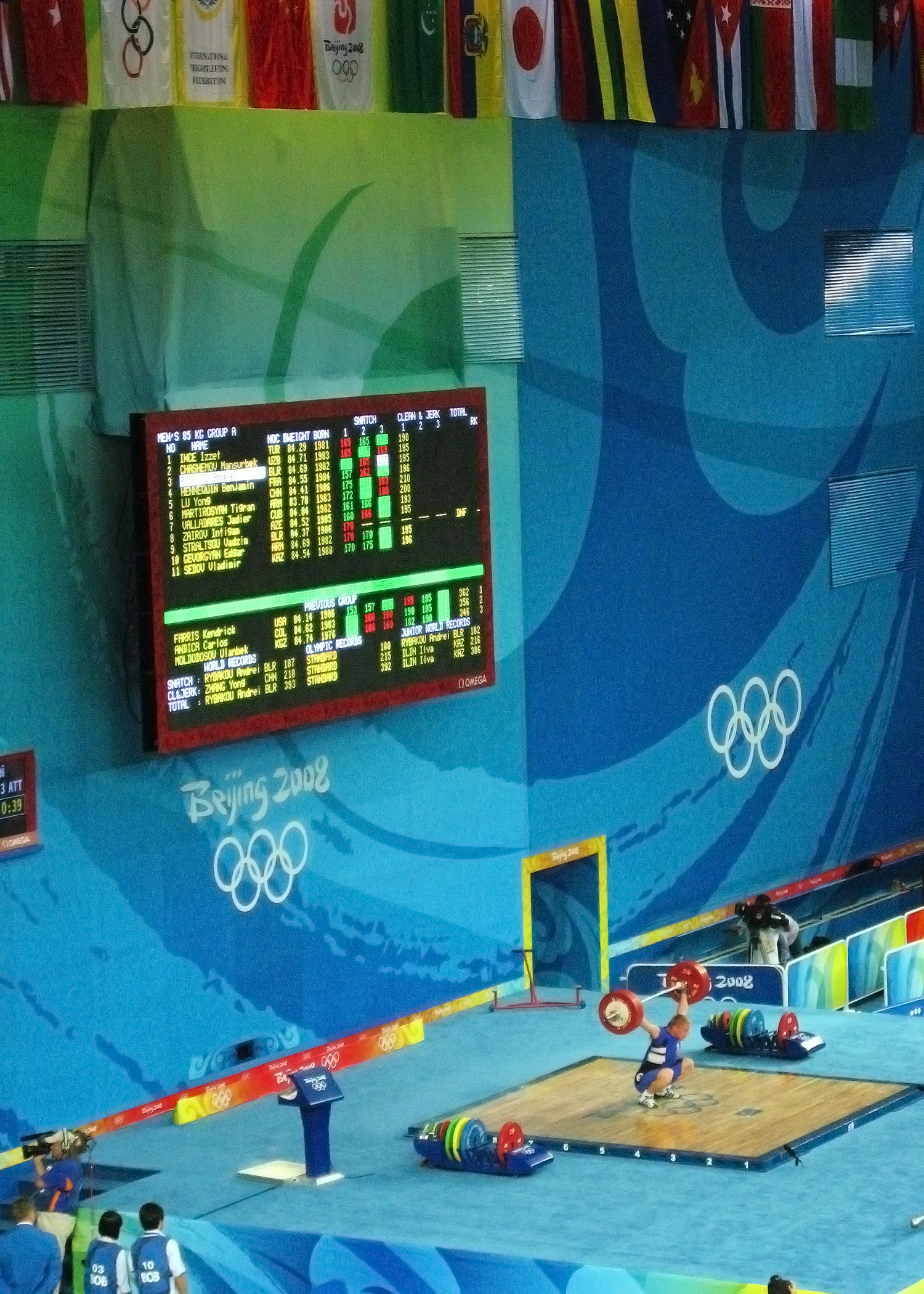
داخل سالن وزنه برداری
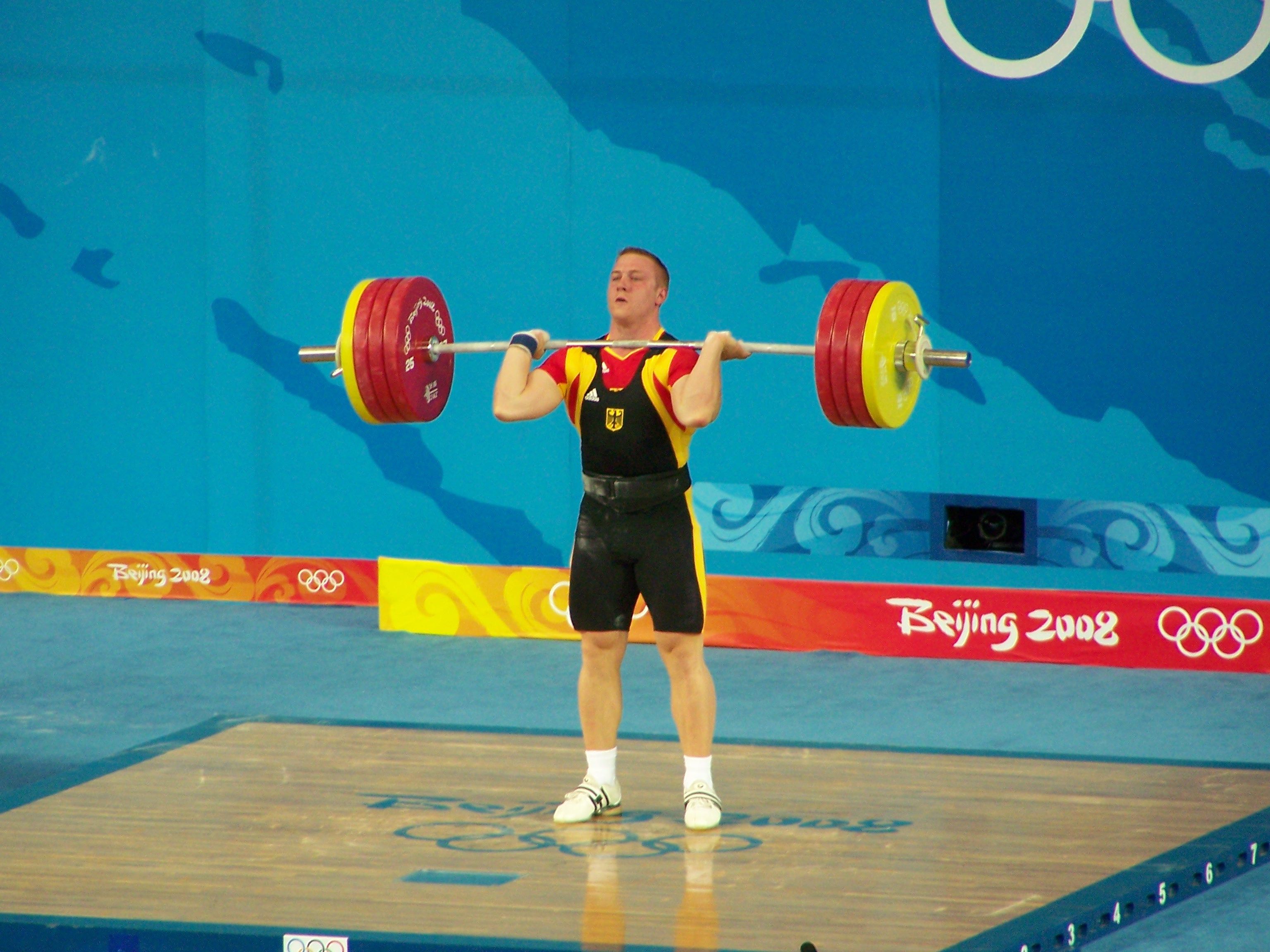
وزنه بردار المپیکی در حال وزنه دو ضرب در سالن